# Harm Tuin
Harm Tuin (Finsterwolde, 29 november 1896 - Heerenveen, 9 juni 1972) was een Nederlands bestuurder. Hij was onder meer gemeentesecretaris en burgemeester. Tuin was lid van de PvdA.

## Leven en werk
Tuin werd in 1896 in Finsterwolde geboren als zoon van de dagloner Harm Tuin en van Maria Mulder. Tuin doorliep een ambtelijke loopbaan in zijn geboorteplaats Finsterwolde. Hij werd in 1917 aangesteld bij de gemeentelijke distributiedienst. In 1924 werd hij benoemd tot gemeentesecretaris van Finsterwolde. Na de Tweede Wereldoorlog was hij enkele maanden waarnemend burgemeester van Nieuweschans. In datzelfde jaar werd hij benoemd tot burgemeester van Finsterwolde.
Tuin kwam als burgemeester in Finsterwolde in conflict met de meerderheid van de gemeenteraad. Finsterwolde was al voor de oorlog een bolwerk van de CPN. In 1951 besloot de regering mede op advies van Tuin om de gemeenteraad en de wethouders van Finsterwolde buitenspel te zetten. De beide communistische wethouders zouden ten onrechte uitkeringen hebben toegekend aan stakers. De gemeente werd onder curatele gesteld. Tuin werd benoemd tot regeringscommissaris en bestuurde de gemeente in overleg met de commissaris van de Koningin in Groningen. De wettelijke voorbereidingen voor deze ingreep waren al daarvoor getroffen. Deze uitzonderingspositie duurde tot het najaar van 1953, toen werden de verhoudingen weer genormaliseerd. In 1956 werd Tuin benoemd tot burgemeester van Slochteren. Hij zou deze functie vijf jaar vervullen. Per 1 december 1961 ging Tuin met pensioen. Naast zijn burgemeestersfunctie was Tuin ook lid van Provinciale Staten van Groningen en was hij commissaris bij het provinciale waterleidingbedrijf en bij de maatschappij tot aanleg en exploiatie van laagspanningsnetten.
Tuin trouwde op 4 februari 1921 te Finsterwolde met Hindrikje van Delden. Hij overleed in juni 1972 op 75-jarige leeftijd in de verzorgingsflat "Oranjewoud" te Heerenveen.

## Familie
Zijn broer Jan Tuin was burgemeester van Hoogezand en van Groningen, gedeputeerde van Groningen en lid van de Tweede Kamer.